# Sergy (Aisne)
Sergy ist eine französische Gemeinde mit 137 Einwohnern (Stand: 1. Januar 2022) im Département Aisne in der Region Hauts-de-France (frühere Region: Picardie). Sie gehört zum Arrondissement Château-Thierry und zum Kanton Fère-en-Tardenois.

## Geographie
Die 20 Kilometer nordöstlich von Château-Thierry gelegene Gemeinde Sergy liegt am oberen Ourcq und schließt die Ortsteile La Grande Maison, La Grange au Pont und das im Süden am Ruisseau de Favières gelegene Favières ein.

## Bevölkerungsentwicklung
| Jahr                       | 1962 | 1968 | 1975 | 1982 | 1990 | 1999 | 2006 | 2014 | 2022 |
| Einwohner                  | 159  | 142  | 141  | 125  | 134  | 143  | 155  | 158  | 137  |
| Quellen: Cassini und INSEE |      |      |      |      |      |      |      |      |      |

## Sehenswürdigkeiten
- auf das 12. Jahrhundert zurückgehende Kirche Saint-Brice, 1922 als Monument historique klassifiziert (Base Mérimée PA00115931)
- Vogtei von Favières (Prévôté de Favières) aus dem 13. Jahrhundert, 1998 als Monument historique eingetragen (Base Mérimée PA00115930)

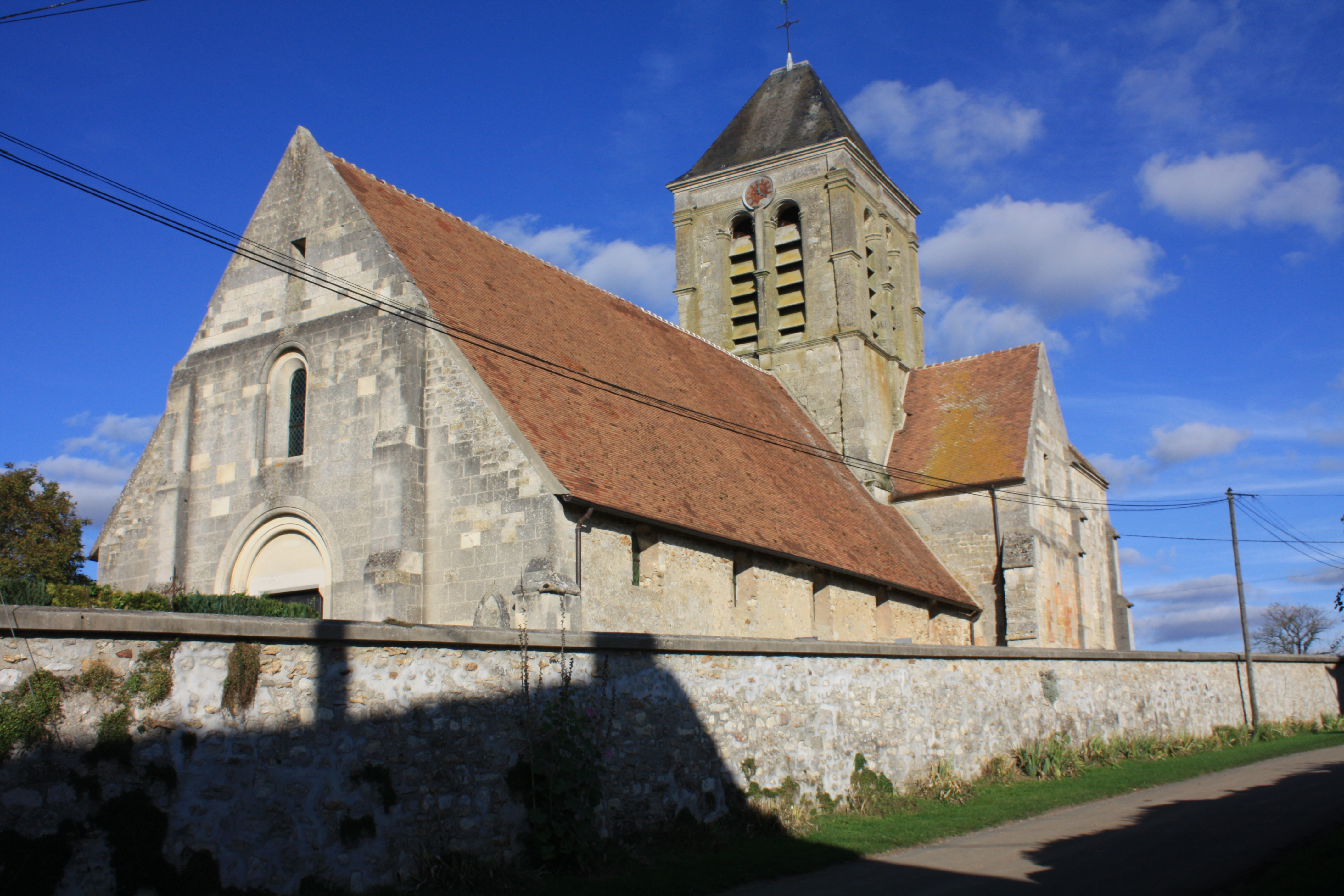
Saint-Brice